# Republican Voters Against Trump
Republican Voters Against Trump (RVAT; Nederlands: Republikeinse Kiezers Tegen Trump) is een Amerikaans politiek initiatief dat in mei 2020 werd opgericht in aanloop naar de Amerikaanse presidentsverkiezingen van november 2020 met als doel de eventuele herverkiezing van de Republikeinse president Donald Trump bij deze presidentsverkiezingen te verhinderen. Het project werd opgericht om een mediacampagne van 10 miljoen dollar te voeren met 100 getuigenissen van Republikeinen, conservatieven, gematigden, rechtse onafhankelijke kiezers en mensen die bij de Amerikaanse presidentsverkiezingen van 2016 op president Donald Trump hebben gestemd waarin deze personen uitleggen waarom ze niet (opnieuw) op president Trump zouden stemmen bij de presidentsverkiezingen van 2020. In augustus 2020 had RVAT reeds 500 getuigenissen verzameld. De conservatieve columniste Jennifer Rubin noemde de RVAT-getuigenissen "enkele van de beste pro-Biden-advertenties", een verwijzing naar de Democratische tegenkandidaat van Trump, Joe Biden.